# Glycosmis borana
Glycosmis borana là một loài thực vật có hoa trong họ Cửu lý hương. Loài này được V.Naray. ex Tanaka mô tả khoa học đầu tiên năm 1937.